# Gare de Soissons
Gare de Soissons – stacja kolejowa w Soissons, w departamencie Aisne, w regionie Hauts-de-France, we Francji.
Została otwarta w 1862 roku przez Compagnie des chemins de fer des Ardennes. Jest stacją Société nationale des chemins de fer français (SNCF) obsługiwaną przez pociągi TER Picardie.